# Evi Zemanek
Evi Zemanek (geb. 1976) ist eine deutsche Literatur-, Kultur- und Medienwissenschaftlerin. Seit dem 1. April 2024 hat sie einen Lehrstuhl für Neuere deutsche Literaturwissenschaft mit den Schwerpunkten Gegenwart, Medienkomparatistik und Ecocriticism/Literaturökologie am Deutschen Seminar der Universität Tübingen inne.

## Wissenschaftliche Laufbahn
Evi Zemanek studierte von 1997 bis 2002 Komparatistik mit germanistischem Schwerpunkt, Italianistik, Amerikanistik, Kunstgeschichte und Kommunikationswissenschaft an der Universität Augsburg, der Ludwig-Maximilians-Universität München, der DePaul University Chicago und der Universität Pisa. Sie schloss ihr Studium 2002 an der LMU München als Magistra artium ab. Sie erhielt ein Stipendium der Studienstiftung des deutschen Volkes und promovierte 2007 an der LMU München mit einer medienkomperatistischen Arbeit summa cum laude.
Von 2007 bis 2010 arbeitete sie als wissenschaftliche Assistentin am Lehrstuhl für Komparatistik und Neuere deutsche Literaturgeschichte an der Friedrich-Alexander-Universität Erlangen-Nürnberg. 2010 wurde sie Juniorprofessorin (W1) für Neuere deutsche Literatur und Intermedialität an der Albert-Ludwigs-Universität Freiburg und erhielt nach positiver Endevaluation die Lehrbefugnis für Neuere deutsche Literatur und Intermedialität.
Von 2019 bis März 2024 bekleidete sie dort eine W3-Professur für Medienkulturwissenschaft mit den Schwerpunkten Medienökologie und -komparatistik im Rahmen des Heisenberg-Programms. Forschungs- und Publikationsschwerpunkte sind Wissenspoetologie, Gattungstheorie (bes. Lyrik), polyglotte Literatur, Inter- und Transmedialität, Text-Bild-Relationen, Karikatur und Satire, Adaption und Remediatisierung, Transmedia Ecociticism, Umweltdokumentarfilm und Umweltjournalismus, Literatur- und Medienökologie, Verflechtungen von Diskurs-, Medien- und Umweltgeschichte.
Zemanek ist Mitglied in verschiedenen Graduiertenkollegs und beteiligt an internationalen und interdisziplinären Forschungskooperationen wie beispielsweise dem von ihr 2013 gegründeten DFG-Netzwerk Ethik und Ästhetik in literarischen Repräsentationen ökologischer Transformationen, dem DFG-Netzwerk Politiken der Idylle (seit 2018) und dem transatlantischen Alexander von Humboldt-Netzwerk Environmental Humanities. Dem Aufbau kulturwissenschaftlicher Biodiversitätsforschung dienen die von ihr (zus. m. Aurélie Choné und Gianfanco Mormino organisierten) trilateralen Forschungskonferenzen 2023–2025 mit dem Obertitel Faszination und Trauer. Kulturvergleichende Blicke auf Ästhetiken von Biodiversität, Artensterben und künstlerischer Restitution, gefördert von DFG, Villa Vigoni und Fondation Maison des Sciences de l’Homme. Sie ist Mitglied der Deutschen Gesellschaft für Allgemeine und Vergleichende Literaturwissenschaft (DGAVL), der Kulturwissenschaftlichen Gesellschaft und der Gesellschaft für Medienwissenschaft. An der Universität Freiburg ist sie außerdem Mitglied im Zentrum für Populäre Kultur und Musik, im Frankreichzentrum, im Zentrum für zivile Sicherheit und Gesellschaft, im Afrika-Zentrum für Transregionale Forschung und sie ist im trinationalen INTERREG-Verbund Upper Rhine Cluster for Sustainability Research aktiv. Sie ist Sprecherin des Forschungsschwerpunkts „Researching and Building Resilience in the Environmental Humanities“ und eine der Gründerinnen der Freiburger Environmental Humanities.
Im Frühjahr 2024 wechselte sie als Professorin auf die W 3-Professur für Neuere Deutsche Literaturwissenschaft an der Universität Tübingen.

## Auszeichnungen
- 2014 Auszeichnung Juniorprofessoren-Programm Lehre Baden-Württemberg f. innovative Lehre
- 2016–2017 Junior Fellowship Freiburg Institute for Advanced Studies (FRIAS)
- 2017 Fellowship am Rachel Carson Center for Society and Environment, LMU München
- 2017 Heinz Maier-Leibnitz-Preis der Deutschen Forschungsgemeinschaft[5]
- 2018 Aufnahme in das Heisenberg-Programm der DFG / Förderlinie Heisenberg-Professur
- 2019–2021 Senior Fellowship am FRIAS[6]

## Veröffentlichungen

### Monographien
- Komparatistik. Zus. m. Alexander Nebrig, unter Mitarb. v. Markus May u. Dirk Kretzschmar (Reihe Studienbuch, Akademie Verlag), Berlin 2012.
- Das Gesicht im Gedicht, Dissertation, Köln/Wien, Böhlau Verlag 2010.
- T. S. Eliot und Ezra Pound im Dialog mit Dante – Die Divina Commedia in der modernen Lyrik, München, M-Press Meidenbauer 2008.

### Herausgeberschaften (Auswahl)

#### Zeitschriften und Buchreihen (online und print)
- ab 2021: Herausgabe der Reihe Environmental Humanities, Metzler Verlag (zus. m. Gabriele Dürbeck u. Hannes Bergthaller)
- Mitherausgabe der Zeitschrift Germanistik/Internationales Referatenorgan mit bibliographischen Hinweisen (zus. m. B. Bastert u. a.)
- seit 2019: Medienkomparatistik – Vergleichende Medien- und Kulturforschung / Comparative Media and Cultur Studies, Nomos Verlag, hg. mit Jonas Nesselhauf
- seit 2011: Komparatistik Online, hg. mit Annette Simonis, Linda Simonis und Kirsten Kramer

#### Bände
- Literatur der Jahrtausendwende: Themen, Schreibverfahren und Buchmarkt um 2000, hg. mit Susanne Krones, Bielefeld 2008.
- Sonett-Künste. Mediale Transformationen einer klassischen Gattung, hg. mit Erika Greber, Dozwil (CH) 2012.
- Annäherung, Anverwandlung, Aneignung. Goethes Übersetzungen in poetologischer und interkultureller Perspektive, hg. mit Markus May, Würzburg 2013.
- Text-Architekturen. Die Baukunst der Literatur, hg. mit Robert Krause, Berlin u. a. 2014.
- Polyglotte Texte. Formen und Funktionen literarischer Mehrsprachigkeit von der Antike bis zur Gegenwart, Sonderheft hg. mit Weertje Willms, Bochum 2015.
- Mensch-Maschine-Materie-Tier. Entwürfe posthumaner Interaktionen, hg. mit Christa Grewe-Volpp, Philologie im Netz (2016), Beiheft 10.
- Ecological Thought in German Literature and Culture, hg. mit Gabriele Dürbeck, Urte Stobbe und Hubert Zapf (Ecocriticial Theory and Practice, Lexington Books), Lanham/MD 2017.
- Ökologische Genres. Naturästhetik – Umweltethik – Wissenspoetik, Göttingen 2018.
- Nachhaltigkeit interdisziplinär. Konzepte, Diskurse, Praktiken. Ein Kompendium, hg. mit Ursula Kluwick (UTB-Studienbuch) Böhlau/Vandenhoeck & Ruprecht 2019.
- Anticipatory Environmental (Hi)Stories from Antiquity to the Anthropocene, hg. mit Christopher Schliephake (Environment and Society, Lexington Books) Lanham/MD 2023.
- Ozon. Natur- und Kulturgeschichte eines flüchtigen Stoffes, hg. v. Evi Zemanek, München: oekom 2023.

#### Sonderhefte, Special Issues (Online und Print)
- Polyglotte Texte. Formen und Funktionen literarischer Mehrsprachigkeit von der Antike bis zur Gegenwart, Sonderheft hg. mit Weertje Willms. In: Komparatistik Online, H. 2 (2014) (als Printversion erschienen unter demselben Titel, s. o.)[7]
- Mensch-Maschine-Materie-Tier. Entwürfe posthumaner Interaktionen, hg. mit Christa Grewe-Volpp, Philologie im Netz (2016), Beiheft 10.[8]
- Spürtechniken. Von der Wahrnehmung der Natur zur Natur als Medium. Sonderheft Medienobservationen (2020), hg. mit Birgit Schneider[9]
- Questionner les Humanités environnementales: regards Croisés France/Allemagne. Sonderheft Révue d’Allemagne, hg. mit A. Choné, T. Freytag u. P. Hamman, 2020.[10]
- Netzwerke des Lebendigen: Multispecies agencies und Formexperimente in hybriden Genres, hg. mit Gabriele Dürbeck u. Urte Stobbe, Special Issue der Zeitschrift Transpositiones. Zeitschrift für transdisziplinäre und intermediale Kulturforschung (2023).